# Perry County (Ohio)
 For alternative betydninger, se Perry County. (Se også artikler, som begynder med Perry County)
Perry County er et county i den amerikanske delstat Ohio. Amtet ligger i den centrale dele af Ohio og grænser op til Licking County i nord, Muskingum County i nordøst, Morgan County i sydøst, Athen County  i syd, Hocking County i sydvest, Fairfield County i vest.
Amtet er opkaldt efter Oliver Hazard Perry, en krigshelt fra krigen i 1812.
Amtets administration ligger New Lexington. Desuden er amtet et af de fattigste i Ohio.  

## Demografi
Ifølge folketællingen fra 2000 boede der 34,078 personer i amtet. Der var 12,500 husstande med 9,350 familier. Befolkningstætheden var 32 personer pr. km². Befolkningens etniske sammensætning var som følger: 98.54% hvide, 0.22% afroamerikanere, 0.28% indianere, 0.10% asiater, 0,01% fra Stillehavsøerne, 0.09% af anden oprindelse og 0.76% fra to eller flere grupper.
Der var 12,500 husstande, hvoraf 36.7% havde børn under 18 år boende. 60.1% var ægtepar, som boede sammen, 9.8% havde en enlig kvindelig forsøger som beboer, og 25.2% var ikke-familier. 21.4% af alle husstande bestod af enlige, og i 9.9% af tilfældene hvor en person boede alene var person 65 år eller ældre.
Gennemsnitsindkomsten for en husstand var $34,383 årligt, mens gennemsnitsindkomsten for en familie var på $40,294 årligt.